# Dothan, Alabama
Dothan, Alabama là một thành phố thuộc tiểu bang Alabama, Hoa Kỳ. Thành phố có diện tích km2, dân số thời điểm năm là người, dân số năm 2007 ước tính là 65.447 người,. Thành phố có cự ly 32 km về phía tây ranh giới bang Georgia và có cự ly 18 dặm Anh về phía bắc bang Florida. Đây là thủ phủ của quận Houston